# Регги-рок
Регги-рок (англ. Reggae rock) — музыкальный жанр, представляющий собой слияние поджанров регги и рок-музыки.

## О жанре
Термин «регги-рок» был использован при описании творчества таких групп, как The Police, Sublime, 311 и Bad Brains. Эти исполнители в своём творчестве совмещали элементы рока, регги, даба и ска. В 1990-е годы появлися родственный термин «регги-метал», которым охарактеризовывали хеви-метал со значительными деталями и влияниями ямайской музыки. К понятию регги-метал прежде всего относили музыку Dub War, Skindred и Zeroscape.
Рост популярности регги-рока пришёлся на конец 1990-х и 2000-е годы, и связано это прежде всего с появлением групп Skindred и Sublime. К примеру, сингл «Lay Me Down» Sublime, вышедший в 2010 году, достаточно долго продержался на 1-й строчке чартов Alternative Songs и Rock Songs.

## Исполнители
- 311
- Iration[3]
- The Movement[4]
- No Fixed Address[5]
- Paralamas[6]
- Passafire[7]
- Pepper[8]
- The Police[9]
- Raggadeath
- Rebelution
- Redeye Empire
- Shrub
- Skindred
- The Skints
- Slightly Stoopid[10]
- Sublime
- Us Mob[5]
- Walk Off the Earth
- Матисьяху
- Эдди Грант